# سيمون مرشيتش
سيمون مرشيتش (بالإنجليزية: Simon Mršić)‏ هو لاعب كرة قدم أمريكي في مركز الهجوم، ولد في 18 يونيو 1991 في سان فرانسيسكو في الولايات المتحدة. لعب مع نادي باتشكا بالانكا.

## وصلات خارجية
- سيمون مرشيتش على موقع قاعدة بيانات كرة القدم.إي يو (الإنجليزية)
- سيمون مرشيتش على موقع Soccerbase.com (لاعب) (الإنجليزية)
- سيمون مرشيتش على موقع Soccerway.com (الإنجليزية)
- سيمون مرشيتش على موقع عالم كرة القدم.نت (الإنجليزية)